# Aloys Rink
Aloys Georg Rink (genannt Ludwig) (* 4. März 1881 in Urberach; † 21. Juni 1971 in Groß-Umstadt) war ein hessischer Politiker (KPD, SPD) und ehemaliger Abgeordneter des Hessischen Landtags sowie des Landtags des Volksstaates Hessen in der Weimarer Republik.

## Ausbildung und Beruf
Aloys Georg Rink war der Sohn des Hasenhaarschneiders Georg Rink und seiner Frau Karolina, geborene Langer. Er war mit seiner Frau Regina, geborene Groh verheiratet und hatte vier Kinder.
Aloys Georg, gen. Ludwig Rink besuchte die Volksschule, Fach- und Fortbildungsschule und war danach als Facharbeiter in der Metallindustrie tätig. Er besuchte die Partei- und Gewerkschaftsschule und bildete sich im Selbststudium und auf Kursen auf politischem und wirtschaftlichem Gebiet weiter. Er arbeitete als Parteisekretär und später als Metallarbeiter.
Ab 1946 wurde er Leiter der Bezirksfürsorgestelle des Kreises Dieburg.

## Politik
Aloys Georg Rink war seit 1896 Mitglied der SPD. Anfang der zwanziger Jahre wechselte er zur KPD für die er vom 27. November 1921 bis zum 19. Juli 1922 Landtagsabgeordneter war. Nachrücker für ihn im Landtag war Katharina Roth. 1922 wechselte er wieder zur SPD und war für die SPD zwei Wahlperioden lang vom 15. November 1931 bis zum 7. Juli 1933 erneut Landtagsabgeordneter. Gleichzeitig war er auch kommunalpolitisch tätig und von 1919 bis 1933 Mitglied des Gemeinderats Urberach und von 1912 bis 1933 Mitglied des Kreistags Dieburg. 1930 kandidierte er erfolglos im Wahlkreis 33 für den Reichstag.
Mit der Machtergreifung der Nationalsozialisten verlor er sein Landtagsmandat und wurde nach 1933 dreimal verhaftet. Er war im KZ Osthofen, KZ Dachau und im Gefängnis Darmstadt eingekerkert.
Nach dem Zweiten Weltkrieg war er erneut Mitglied der SPD. Von 1946 bis 1955 war er wieder Mitglied des Gemeinderats Urberach und des Kreistags bzw. Kreisausschusses Dieburg.
Vom 1. Dezember 1946 bis zum 30. November 1950 war er Mitglied des Hessischen Landtags.